# Дурыгин, Дмитрий Петрович
Дмитрий Петрович Дурыгин (1752—1800) — русский купец, коллежский асессор, костромской городской голова в 1791–1799 годах.

## Биография
Родился в 1752 году. Сын костромского купца 2-й гильдии Петра Фёдоровича Дурыгина.
Как и отец, стал купцом, дослужился до 1-й гильдии. Являлся совладельцем полотняной мануфактуры, которую в 1778 году основал его брат Алексей, и каменного дома на Павловской улице.
Занимаясь общественной деятельностью, был бургомистром (1785-1787), ратманом (1788-1790) и городской головой Костромы. При нем были построены: Сенной ряд на Павловской площади (1791), Красные (1796) и Большие Мучные (1799) ряды. Много сделал для восстановления Костромы после сильного пожара 1773 года.
Занимался благотворительностью, и вместе с братьями Алексеем (1735-1818), Иваном (1737-1812) и Михаилом (1744-1805) построили приделы святых мучеников Флора и Лавра и Тихвинской иконы Божией Матери, а также колокольню Златоустинской церкви (1791). За свои благотворительные дела был удостоен редкого для купца отличия — получил чин коллежского асессора, дающий дворянство.
Умер в 1800 году в Костроме и был похоронен на Спасо-Запрудненском кладбище города.
Удостоен ряда наград, включая золотую медаль «За усердие» на Владимирской ленте (1792).

### Семья
Был женат на Марии Андреевне Воробьёвой (1756—1836) — дочери костромского купца 2-й гильдии Воробьева Андрея Фёдоровича (1715—после 1782). В семье родились дети: Наталья (1774—1791), Иван (1776—1803), Алексей (1777—после 1834), Александра (1779—?), Василий (1782—до 1811), Николай (1783—1841) и Павел (1787—после 1834).